# 11021 Foderà
11021 Foderà eller 1986 AT2 är en asteroid i huvudbältet som upptäcktes den 12 januari 1986 av den amerikanske astronomen Edward L.G. Bowell vid Anderson Mesa Station. Den är uppkallad efter läraren Giorgia Foderà.
Asteroiden har en diameter på ungefär 18 kilometer.